# Ernest Ambler
Ernest Ambler (Bradford, 20 de noviembre de 1923-Hilton Head Island, 17 de febrero de 2017) fue un físico británico-estadounidense que se desempeñó como subsecretario interino de Tecnología en el Departamento de Comercio, como director de la Oficina de Estándares y como primer director del Instituto Nacional de Estándares y Tecnología de los Estados Unidos.

## Biografía

### Primeros años
Nació en Bradford, Inglaterra, en 1923. Recibió su licenciatura en artes por la Universidad de Oxford y obtuvo un doctorado en filosofía en 1953 de la misma institución.

### Carrera
En 1953, comenzó a trabajar en la Sección de Física Criogénica de la Oficina Nacional de Estándares de los Estados Unidos, convirtiéndose en jefe de sección en 1961. En sus primeros años en la NBS, fue el principal colaborador de Chien-Shiung Wu en lo que se convirtió en el experimento Wu. Se le concedió una beca Guggenheim en 1962. Fue elegido miembro de la Sociedad Estadounidense de Física en 1958.

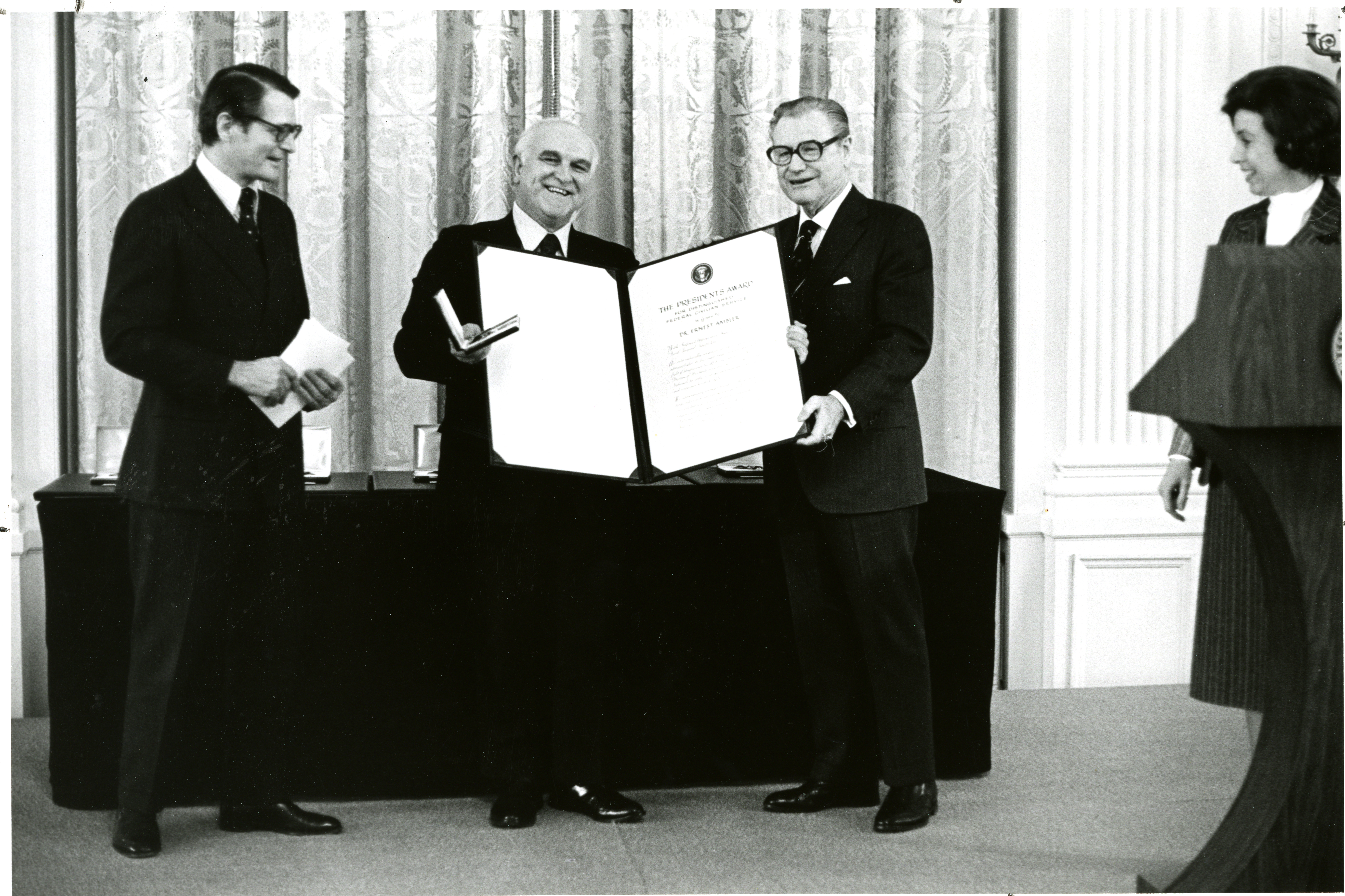
Ernest Ambler recibe la medalla y el diploma del Premio del Presidente al Servicio Civil Federal Distinguido en 1977.

En 1973, fue nombrado subdirector de la NBS y, en 1975, sirvió con el director de la NBS. Asumió el cargo de director interino en 1975, tras la marcha de Richard W. Roberts. En 1977, el presidente Jimmy Carter lo nominó para el cargo de Director de la Oficina Nacional de Estándares y el año siguiente fue confirmado para el cargo por el Senado de los Estados Unidos.
Presidió el cambio de 1988 del NBS al Instituto Nacional de Estándares y Tecnología y se convirtió en el primer director de la nueva agencia. Aunque había anunciado su decisión de jubilarse a partir de abril de 1989, aceptó una solicitud del Secretario de Comercio de los Estados Unidos, William Verity, de permanecer como director hasta fin de año y aceptar también el nombramiento, con carácter interino, para el recién creado cargo de subsecretario de tecnología en el Departamento de Comercio.

### Vida personal
Se naturalizó como ciudadano estadounidense en 1957. Con su esposa, Alice Virginia Seiler, tuvo dos hijos. Falleció en Hilton Head, Carolina del Sur, después de una breve enfermedad.